# Falsoguttulininae
Falsoguttulininae es una subfamilia de foraminíferos bentónicos de la familia Polymorphinidae, de la superfamilia Polymorphinoidea, del suborden Lagenina y del orden Lagenida. Su rango cronoestratigráfico abarca desde el Valanginiense (Cretácico inferior) hasta la Actualidad.

## Discusión
Clasificaciones previas incluían Falsoguttulininae en la superfamilia Nodosarioidea.

## Clasificación
Falsoguttulininae incluye a los siguientes géneros:
- Berthelinopsis †
- Edhemia †
- Falsoguttulina †
- Fissuripolymorphina
- Lingulosigmomorphina
- Pseudopolymorphinoides †
- Tobolia †
- Waldoschmittia